# Balduin I. von Bremen
Balduin I. von Bremen (* unbekannt; † 18. Juni 1178 in Bremen; auch: Baldwin) war von 1168 bis zu seinem Tod Erzbischof von Bremen.
Über seine Herkunft ist wenig bekannt. Bevor er zum Erzbischof ernannt wurde, war er Dompropst in Halberstadt und Kaplan Heinrichs des Löwen. Eine Verwandtschaft mit den Grafen von Holland wird von der neueren Forschung nicht mehr vertreten.
Nach dem Tod seines Vorgängers Hartwig I. von Stade kam es zu einer zwiespältigen Wahl. Das Kapitel war gespalten in das Lager der  welfenfreundlichen Anhänger Heinrichs des Löwen und das Lager dessen Gegner. Die Anhänger Heinrichs wählten Otbert, der Dekan im Bremer Domkapitel war, seine Gegner wählten den Magdeburger Kanoniker Siegfried, den dritten Sohn Albrechts des Bären. In die daraufhin entstehenden Unruhen griff Gunzelin von Schwerin gewaltsam zugunsten der Partei Heinrichs ein. Siegfried musste daraufhin fliehen. Kaiser Friedrich I. entschied das bremische Schisma auf dem Reichstag zu Bamberg. Er erklärte die Wahl beider Kandidaten für ungültig und machte von seinem ihm nach dem Wormser Konkordat zustehenden Recht Gebrauch, in strittigen Wahlfragen entscheiden zu dürfen. Er setzte Balduin, einen Günstling Heinrichs des Löwen, als Erzbischof von Bremen ein. Der Gegenpapst Calixt III. bestätigte diese Investitur. Siegfried bezeichnete sich darauf als „Erwählter von Bremen“.
Balduin wird als willenloses Werkzeug Heinrichs des Löwen beschrieben. Heinrich ließ sich von ihm die vorher so umstrittene Grafschaft Stade überlassen. Nachdem Balduin ihm außerdem große Teile der Bremer Kirchengüter übergab, forderte Papst Alexander III. 1176 vom Kaiser die Rückgabe aller Güter und betrieb die Absetzung Balduins. Als Erzbischof trat Balduin kaum in Erscheinung und hinterließ fast keine Spuren. Der Chronist Arnold von Lübeck schrieb über Balduin: „er hat seine Kirche auf’s Aeußerste vernachlässigt, und von seinem Leben tut man besser zu schweigen als zu reden.“
Balduin starb am 18. Juni 1178, an dem Tag, an dem ihm die Absetzungsurkunde Papst Alexanders übergeben werden sollte.